# Ingen återvändo (roman)
Ingen återvändo är en roman av den brittiske författaren Lee Child och den artonde delen i Jack Reacher-serien. Den gavs ut 2014 i Sverige.
Under 2016 filmatiserades romanen under namnet Jack Reacher: Never Go Back med Tom Cruise i huvudrollen.